# Vädjan till naturen
En vädjan till naturen (engelska: appeal to nature) är en typ av argument eller en retorisk taktik där något framhålls som bra på grund av att det är 'naturligt' eller dåligt på grund av att det är 'onaturligt'. Det anses i allmänhet vara ett dåligt argument eftersom det implicita primära antagandet om att "det som är naturligt är bra" vanligtvis är irrelevant, saknar betydelse i praktiken eller är en åsikt istället för ett faktum.